# Position de Philidor
Cet article concerne la position du jeu d'échecs. Pour le roman, voir La Position de Philidor.
Cet article utilise la notation algébrique pour décrire des coups du jeu d'échecs.
|   | a | b | c | d | e | f | g | h |   |
| 8 | Roi noir sur case blanche e8 · Tour blanche sur case blanche h7 · Tour noire sur case blanche a6 · Roi blanc sur case blanche f5 · Pion blanc sur case blanche e4 | Roi noir sur case blanche e8 · Tour blanche sur case blanche h7 · Tour noire sur case blanche a6 · Roi blanc sur case blanche f5 · Pion blanc sur case blanche e4 | Roi noir sur case blanche e8 · Tour blanche sur case blanche h7 · Tour noire sur case blanche a6 · Roi blanc sur case blanche f5 · Pion blanc sur case blanche e4 | Roi noir sur case blanche e8 · Tour blanche sur case blanche h7 · Tour noire sur case blanche a6 · Roi blanc sur case blanche f5 · Pion blanc sur case blanche e4 | Roi noir sur case blanche e8 · Tour blanche sur case blanche h7 · Tour noire sur case blanche a6 · Roi blanc sur case blanche f5 · Pion blanc sur case blanche e4 | Roi noir sur case blanche e8 · Tour blanche sur case blanche h7 · Tour noire sur case blanche a6 · Roi blanc sur case blanche f5 · Pion blanc sur case blanche e4 | Roi noir sur case blanche e8 · Tour blanche sur case blanche h7 · Tour noire sur case blanche a6 · Roi blanc sur case blanche f5 · Pion blanc sur case blanche e4 | Roi noir sur case blanche e8 · Tour blanche sur case blanche h7 · Tour noire sur case blanche a6 · Roi blanc sur case blanche f5 · Pion blanc sur case blanche e4 | 8 |
| 7 | Roi noir sur case blanche e8 · Tour blanche sur case blanche h7 · Tour noire sur case blanche a6 · Roi blanc sur case blanche f5 · Pion blanc sur case blanche e4 | Roi noir sur case blanche e8 · Tour blanche sur case blanche h7 · Tour noire sur case blanche a6 · Roi blanc sur case blanche f5 · Pion blanc sur case blanche e4 | Roi noir sur case blanche e8 · Tour blanche sur case blanche h7 · Tour noire sur case blanche a6 · Roi blanc sur case blanche f5 · Pion blanc sur case blanche e4 | Roi noir sur case blanche e8 · Tour blanche sur case blanche h7 · Tour noire sur case blanche a6 · Roi blanc sur case blanche f5 · Pion blanc sur case blanche e4 | Roi noir sur case blanche e8 · Tour blanche sur case blanche h7 · Tour noire sur case blanche a6 · Roi blanc sur case blanche f5 · Pion blanc sur case blanche e4 | Roi noir sur case blanche e8 · Tour blanche sur case blanche h7 · Tour noire sur case blanche a6 · Roi blanc sur case blanche f5 · Pion blanc sur case blanche e4 | Roi noir sur case blanche e8 · Tour blanche sur case blanche h7 · Tour noire sur case blanche a6 · Roi blanc sur case blanche f5 · Pion blanc sur case blanche e4 | Roi noir sur case blanche e8 · Tour blanche sur case blanche h7 · Tour noire sur case blanche a6 · Roi blanc sur case blanche f5 · Pion blanc sur case blanche e4 | 7 |
| 6 | Roi noir sur case blanche e8 · Tour blanche sur case blanche h7 · Tour noire sur case blanche a6 · Roi blanc sur case blanche f5 · Pion blanc sur case blanche e4 | Roi noir sur case blanche e8 · Tour blanche sur case blanche h7 · Tour noire sur case blanche a6 · Roi blanc sur case blanche f5 · Pion blanc sur case blanche e4 | Roi noir sur case blanche e8 · Tour blanche sur case blanche h7 · Tour noire sur case blanche a6 · Roi blanc sur case blanche f5 · Pion blanc sur case blanche e4 | Roi noir sur case blanche e8 · Tour blanche sur case blanche h7 · Tour noire sur case blanche a6 · Roi blanc sur case blanche f5 · Pion blanc sur case blanche e4 | Roi noir sur case blanche e8 · Tour blanche sur case blanche h7 · Tour noire sur case blanche a6 · Roi blanc sur case blanche f5 · Pion blanc sur case blanche e4 | Roi noir sur case blanche e8 · Tour blanche sur case blanche h7 · Tour noire sur case blanche a6 · Roi blanc sur case blanche f5 · Pion blanc sur case blanche e4 | Roi noir sur case blanche e8 · Tour blanche sur case blanche h7 · Tour noire sur case blanche a6 · Roi blanc sur case blanche f5 · Pion blanc sur case blanche e4 | Roi noir sur case blanche e8 · Tour blanche sur case blanche h7 · Tour noire sur case blanche a6 · Roi blanc sur case blanche f5 · Pion blanc sur case blanche e4 | 6 |
| 5 | Roi noir sur case blanche e8 · Tour blanche sur case blanche h7 · Tour noire sur case blanche a6 · Roi blanc sur case blanche f5 · Pion blanc sur case blanche e4 | Roi noir sur case blanche e8 · Tour blanche sur case blanche h7 · Tour noire sur case blanche a6 · Roi blanc sur case blanche f5 · Pion blanc sur case blanche e4 | Roi noir sur case blanche e8 · Tour blanche sur case blanche h7 · Tour noire sur case blanche a6 · Roi blanc sur case blanche f5 · Pion blanc sur case blanche e4 | Roi noir sur case blanche e8 · Tour blanche sur case blanche h7 · Tour noire sur case blanche a6 · Roi blanc sur case blanche f5 · Pion blanc sur case blanche e4 | Roi noir sur case blanche e8 · Tour blanche sur case blanche h7 · Tour noire sur case blanche a6 · Roi blanc sur case blanche f5 · Pion blanc sur case blanche e4 | Roi noir sur case blanche e8 · Tour blanche sur case blanche h7 · Tour noire sur case blanche a6 · Roi blanc sur case blanche f5 · Pion blanc sur case blanche e4 | Roi noir sur case blanche e8 · Tour blanche sur case blanche h7 · Tour noire sur case blanche a6 · Roi blanc sur case blanche f5 · Pion blanc sur case blanche e4 | Roi noir sur case blanche e8 · Tour blanche sur case blanche h7 · Tour noire sur case blanche a6 · Roi blanc sur case blanche f5 · Pion blanc sur case blanche e4 | 5 |
| 4 | Roi noir sur case blanche e8 · Tour blanche sur case blanche h7 · Tour noire sur case blanche a6 · Roi blanc sur case blanche f5 · Pion blanc sur case blanche e4 | Roi noir sur case blanche e8 · Tour blanche sur case blanche h7 · Tour noire sur case blanche a6 · Roi blanc sur case blanche f5 · Pion blanc sur case blanche e4 | Roi noir sur case blanche e8 · Tour blanche sur case blanche h7 · Tour noire sur case blanche a6 · Roi blanc sur case blanche f5 · Pion blanc sur case blanche e4 | Roi noir sur case blanche e8 · Tour blanche sur case blanche h7 · Tour noire sur case blanche a6 · Roi blanc sur case blanche f5 · Pion blanc sur case blanche e4 | Roi noir sur case blanche e8 · Tour blanche sur case blanche h7 · Tour noire sur case blanche a6 · Roi blanc sur case blanche f5 · Pion blanc sur case blanche e4 | Roi noir sur case blanche e8 · Tour blanche sur case blanche h7 · Tour noire sur case blanche a6 · Roi blanc sur case blanche f5 · Pion blanc sur case blanche e4 | Roi noir sur case blanche e8 · Tour blanche sur case blanche h7 · Tour noire sur case blanche a6 · Roi blanc sur case blanche f5 · Pion blanc sur case blanche e4 | Roi noir sur case blanche e8 · Tour blanche sur case blanche h7 · Tour noire sur case blanche a6 · Roi blanc sur case blanche f5 · Pion blanc sur case blanche e4 | 4 |
| 3 | Roi noir sur case blanche e8 · Tour blanche sur case blanche h7 · Tour noire sur case blanche a6 · Roi blanc sur case blanche f5 · Pion blanc sur case blanche e4 | Roi noir sur case blanche e8 · Tour blanche sur case blanche h7 · Tour noire sur case blanche a6 · Roi blanc sur case blanche f5 · Pion blanc sur case blanche e4 | Roi noir sur case blanche e8 · Tour blanche sur case blanche h7 · Tour noire sur case blanche a6 · Roi blanc sur case blanche f5 · Pion blanc sur case blanche e4 | Roi noir sur case blanche e8 · Tour blanche sur case blanche h7 · Tour noire sur case blanche a6 · Roi blanc sur case blanche f5 · Pion blanc sur case blanche e4 | Roi noir sur case blanche e8 · Tour blanche sur case blanche h7 · Tour noire sur case blanche a6 · Roi blanc sur case blanche f5 · Pion blanc sur case blanche e4 | Roi noir sur case blanche e8 · Tour blanche sur case blanche h7 · Tour noire sur case blanche a6 · Roi blanc sur case blanche f5 · Pion blanc sur case blanche e4 | Roi noir sur case blanche e8 · Tour blanche sur case blanche h7 · Tour noire sur case blanche a6 · Roi blanc sur case blanche f5 · Pion blanc sur case blanche e4 | Roi noir sur case blanche e8 · Tour blanche sur case blanche h7 · Tour noire sur case blanche a6 · Roi blanc sur case blanche f5 · Pion blanc sur case blanche e4 | 3 |
| 2 | Roi noir sur case blanche e8 · Tour blanche sur case blanche h7 · Tour noire sur case blanche a6 · Roi blanc sur case blanche f5 · Pion blanc sur case blanche e4 | Roi noir sur case blanche e8 · Tour blanche sur case blanche h7 · Tour noire sur case blanche a6 · Roi blanc sur case blanche f5 · Pion blanc sur case blanche e4 | Roi noir sur case blanche e8 · Tour blanche sur case blanche h7 · Tour noire sur case blanche a6 · Roi blanc sur case blanche f5 · Pion blanc sur case blanche e4 | Roi noir sur case blanche e8 · Tour blanche sur case blanche h7 · Tour noire sur case blanche a6 · Roi blanc sur case blanche f5 · Pion blanc sur case blanche e4 | Roi noir sur case blanche e8 · Tour blanche sur case blanche h7 · Tour noire sur case blanche a6 · Roi blanc sur case blanche f5 · Pion blanc sur case blanche e4 | Roi noir sur case blanche e8 · Tour blanche sur case blanche h7 · Tour noire sur case blanche a6 · Roi blanc sur case blanche f5 · Pion blanc sur case blanche e4 | Roi noir sur case blanche e8 · Tour blanche sur case blanche h7 · Tour noire sur case blanche a6 · Roi blanc sur case blanche f5 · Pion blanc sur case blanche e4 | Roi noir sur case blanche e8 · Tour blanche sur case blanche h7 · Tour noire sur case blanche a6 · Roi blanc sur case blanche f5 · Pion blanc sur case blanche e4 | 2 |
| 1 | Roi noir sur case blanche e8 · Tour blanche sur case blanche h7 · Tour noire sur case blanche a6 · Roi blanc sur case blanche f5 · Pion blanc sur case blanche e4 | Roi noir sur case blanche e8 · Tour blanche sur case blanche h7 · Tour noire sur case blanche a6 · Roi blanc sur case blanche f5 · Pion blanc sur case blanche e4 | Roi noir sur case blanche e8 · Tour blanche sur case blanche h7 · Tour noire sur case blanche a6 · Roi blanc sur case blanche f5 · Pion blanc sur case blanche e4 | Roi noir sur case blanche e8 · Tour blanche sur case blanche h7 · Tour noire sur case blanche a6 · Roi blanc sur case blanche f5 · Pion blanc sur case blanche e4 | Roi noir sur case blanche e8 · Tour blanche sur case blanche h7 · Tour noire sur case blanche a6 · Roi blanc sur case blanche f5 · Pion blanc sur case blanche e4 | Roi noir sur case blanche e8 · Tour blanche sur case blanche h7 · Tour noire sur case blanche a6 · Roi blanc sur case blanche f5 · Pion blanc sur case blanche e4 | Roi noir sur case blanche e8 · Tour blanche sur case blanche h7 · Tour noire sur case blanche a6 · Roi blanc sur case blanche f5 · Pion blanc sur case blanche e4 | Roi noir sur case blanche e8 · Tour blanche sur case blanche h7 · Tour noire sur case blanche a6 · Roi blanc sur case blanche f5 · Pion blanc sur case blanche e4 | 1 |
|   | a | b | c | d | e | f | g | h |   |

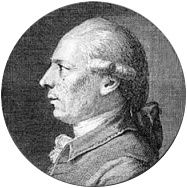
François-André Danican Philidor

Aux échecs, la position de Philidor est l'une des plus connues et des plus importantes positions de finales du jeu d'échecs. Elle est fondamentale dans la finale tour et pion contre tour. Elle a été analysée par Philidor en 1777. C'est la technique la plus simple pour annuler une finale de tour et pion contre tour.

## L'étude de Philidor
Le défenseur place son roi sur la case de promotion du pion et sa tour sur la sixième rangée pour empêcher le roi de son adversaire de passer devant son pion. Pour tenter de progresser, celui-ci est forcé d'avancer son pion sur la sixième rangée. Le défenseur place alors sa tour sur la première rangée et obtient l'annulation de la partie par des échecs successifs sur le roi de son adversaire.
La position de Philidor telle quelle est étudiée dans la réédition de 1821 de L'Analyze du jeu des Echecs :
« Partie remise d'une tour et d'un pion contre une tour: 1. e5 Tb6 En conservant cette ligne avec sa tour, il empêche votre Roi d'avancer; mais s'il quittait cette même ligne avant que vous eussiez poussé votre pion, il perdrait la partie; comme on le verra dans la partie suivante. 2. Ta7 Tc6 Il ne doit quitter cette ligne avec sa tour, qu'au moment où vous pousserez votre pion. 3. e6 Tc1 S'il avait donné l'échec, il aurait perdu la partie. 4. Rf6 Tf1+ Il doit continuer de vous donner des échecs, pour vous faire abandonner votre pion; et au moment que votre roi viendra sur sa tour, il attaquera votre pion et le prendra. »
Les blancs ne peuvent que déplacer leur roi pour parer les échecs de la tour noire. Pour pouvoir interposer leur tour, ils doivent éloigner leur roi sur la 8e rangée (en g8 et en c8), et après l'échange des tours, le roi noir capture sans difficulté le pion blanc. Comme le dit Philidor, si les blancs cherchent à soustraire leur roi aux échecs en le rapprochant de la tour noire, celle-ci doit se replacer sur la case e1 car une fois que le Roi blanc a atteint la troisième rangée, il ne peut plus protéger son pion.

## L'annulation de la finale tour et pion contre tour
|   | a | b | c | d | e | f | g | h |   |
| 8 | Tour blanche sur case noire h8 · Roi noir sur case noire e7 · Tour noire sur case noire g7 · Roi blanc sur case blanche d5 · Pion blanc sur case noire e5 | Tour blanche sur case noire h8 · Roi noir sur case noire e7 · Tour noire sur case noire g7 · Roi blanc sur case blanche d5 · Pion blanc sur case noire e5 | Tour blanche sur case noire h8 · Roi noir sur case noire e7 · Tour noire sur case noire g7 · Roi blanc sur case blanche d5 · Pion blanc sur case noire e5 | Tour blanche sur case noire h8 · Roi noir sur case noire e7 · Tour noire sur case noire g7 · Roi blanc sur case blanche d5 · Pion blanc sur case noire e5 | Tour blanche sur case noire h8 · Roi noir sur case noire e7 · Tour noire sur case noire g7 · Roi blanc sur case blanche d5 · Pion blanc sur case noire e5 | Tour blanche sur case noire h8 · Roi noir sur case noire e7 · Tour noire sur case noire g7 · Roi blanc sur case blanche d5 · Pion blanc sur case noire e5 | Tour blanche sur case noire h8 · Roi noir sur case noire e7 · Tour noire sur case noire g7 · Roi blanc sur case blanche d5 · Pion blanc sur case noire e5 | Tour blanche sur case noire h8 · Roi noir sur case noire e7 · Tour noire sur case noire g7 · Roi blanc sur case blanche d5 · Pion blanc sur case noire e5 | 8 |
| 7 | Tour blanche sur case noire h8 · Roi noir sur case noire e7 · Tour noire sur case noire g7 · Roi blanc sur case blanche d5 · Pion blanc sur case noire e5 | Tour blanche sur case noire h8 · Roi noir sur case noire e7 · Tour noire sur case noire g7 · Roi blanc sur case blanche d5 · Pion blanc sur case noire e5 | Tour blanche sur case noire h8 · Roi noir sur case noire e7 · Tour noire sur case noire g7 · Roi blanc sur case blanche d5 · Pion blanc sur case noire e5 | Tour blanche sur case noire h8 · Roi noir sur case noire e7 · Tour noire sur case noire g7 · Roi blanc sur case blanche d5 · Pion blanc sur case noire e5 | Tour blanche sur case noire h8 · Roi noir sur case noire e7 · Tour noire sur case noire g7 · Roi blanc sur case blanche d5 · Pion blanc sur case noire e5 | Tour blanche sur case noire h8 · Roi noir sur case noire e7 · Tour noire sur case noire g7 · Roi blanc sur case blanche d5 · Pion blanc sur case noire e5 | Tour blanche sur case noire h8 · Roi noir sur case noire e7 · Tour noire sur case noire g7 · Roi blanc sur case blanche d5 · Pion blanc sur case noire e5 | Tour blanche sur case noire h8 · Roi noir sur case noire e7 · Tour noire sur case noire g7 · Roi blanc sur case blanche d5 · Pion blanc sur case noire e5 | 7 |
| 6 | Tour blanche sur case noire h8 · Roi noir sur case noire e7 · Tour noire sur case noire g7 · Roi blanc sur case blanche d5 · Pion blanc sur case noire e5 | Tour blanche sur case noire h8 · Roi noir sur case noire e7 · Tour noire sur case noire g7 · Roi blanc sur case blanche d5 · Pion blanc sur case noire e5 | Tour blanche sur case noire h8 · Roi noir sur case noire e7 · Tour noire sur case noire g7 · Roi blanc sur case blanche d5 · Pion blanc sur case noire e5 | Tour blanche sur case noire h8 · Roi noir sur case noire e7 · Tour noire sur case noire g7 · Roi blanc sur case blanche d5 · Pion blanc sur case noire e5 | Tour blanche sur case noire h8 · Roi noir sur case noire e7 · Tour noire sur case noire g7 · Roi blanc sur case blanche d5 · Pion blanc sur case noire e5 | Tour blanche sur case noire h8 · Roi noir sur case noire e7 · Tour noire sur case noire g7 · Roi blanc sur case blanche d5 · Pion blanc sur case noire e5 | Tour blanche sur case noire h8 · Roi noir sur case noire e7 · Tour noire sur case noire g7 · Roi blanc sur case blanche d5 · Pion blanc sur case noire e5 | Tour blanche sur case noire h8 · Roi noir sur case noire e7 · Tour noire sur case noire g7 · Roi blanc sur case blanche d5 · Pion blanc sur case noire e5 | 6 |
| 5 | Tour blanche sur case noire h8 · Roi noir sur case noire e7 · Tour noire sur case noire g7 · Roi blanc sur case blanche d5 · Pion blanc sur case noire e5 | Tour blanche sur case noire h8 · Roi noir sur case noire e7 · Tour noire sur case noire g7 · Roi blanc sur case blanche d5 · Pion blanc sur case noire e5 | Tour blanche sur case noire h8 · Roi noir sur case noire e7 · Tour noire sur case noire g7 · Roi blanc sur case blanche d5 · Pion blanc sur case noire e5 | Tour blanche sur case noire h8 · Roi noir sur case noire e7 · Tour noire sur case noire g7 · Roi blanc sur case blanche d5 · Pion blanc sur case noire e5 | Tour blanche sur case noire h8 · Roi noir sur case noire e7 · Tour noire sur case noire g7 · Roi blanc sur case blanche d5 · Pion blanc sur case noire e5 | Tour blanche sur case noire h8 · Roi noir sur case noire e7 · Tour noire sur case noire g7 · Roi blanc sur case blanche d5 · Pion blanc sur case noire e5 | Tour blanche sur case noire h8 · Roi noir sur case noire e7 · Tour noire sur case noire g7 · Roi blanc sur case blanche d5 · Pion blanc sur case noire e5 | Tour blanche sur case noire h8 · Roi noir sur case noire e7 · Tour noire sur case noire g7 · Roi blanc sur case blanche d5 · Pion blanc sur case noire e5 | 5 |
| 4 | Tour blanche sur case noire h8 · Roi noir sur case noire e7 · Tour noire sur case noire g7 · Roi blanc sur case blanche d5 · Pion blanc sur case noire e5 | Tour blanche sur case noire h8 · Roi noir sur case noire e7 · Tour noire sur case noire g7 · Roi blanc sur case blanche d5 · Pion blanc sur case noire e5 | Tour blanche sur case noire h8 · Roi noir sur case noire e7 · Tour noire sur case noire g7 · Roi blanc sur case blanche d5 · Pion blanc sur case noire e5 | Tour blanche sur case noire h8 · Roi noir sur case noire e7 · Tour noire sur case noire g7 · Roi blanc sur case blanche d5 · Pion blanc sur case noire e5 | Tour blanche sur case noire h8 · Roi noir sur case noire e7 · Tour noire sur case noire g7 · Roi blanc sur case blanche d5 · Pion blanc sur case noire e5 | Tour blanche sur case noire h8 · Roi noir sur case noire e7 · Tour noire sur case noire g7 · Roi blanc sur case blanche d5 · Pion blanc sur case noire e5 | Tour blanche sur case noire h8 · Roi noir sur case noire e7 · Tour noire sur case noire g7 · Roi blanc sur case blanche d5 · Pion blanc sur case noire e5 | Tour blanche sur case noire h8 · Roi noir sur case noire e7 · Tour noire sur case noire g7 · Roi blanc sur case blanche d5 · Pion blanc sur case noire e5 | 4 |
| 3 | Tour blanche sur case noire h8 · Roi noir sur case noire e7 · Tour noire sur case noire g7 · Roi blanc sur case blanche d5 · Pion blanc sur case noire e5 | Tour blanche sur case noire h8 · Roi noir sur case noire e7 · Tour noire sur case noire g7 · Roi blanc sur case blanche d5 · Pion blanc sur case noire e5 | Tour blanche sur case noire h8 · Roi noir sur case noire e7 · Tour noire sur case noire g7 · Roi blanc sur case blanche d5 · Pion blanc sur case noire e5 | Tour blanche sur case noire h8 · Roi noir sur case noire e7 · Tour noire sur case noire g7 · Roi blanc sur case blanche d5 · Pion blanc sur case noire e5 | Tour blanche sur case noire h8 · Roi noir sur case noire e7 · Tour noire sur case noire g7 · Roi blanc sur case blanche d5 · Pion blanc sur case noire e5 | Tour blanche sur case noire h8 · Roi noir sur case noire e7 · Tour noire sur case noire g7 · Roi blanc sur case blanche d5 · Pion blanc sur case noire e5 | Tour blanche sur case noire h8 · Roi noir sur case noire e7 · Tour noire sur case noire g7 · Roi blanc sur case blanche d5 · Pion blanc sur case noire e5 | Tour blanche sur case noire h8 · Roi noir sur case noire e7 · Tour noire sur case noire g7 · Roi blanc sur case blanche d5 · Pion blanc sur case noire e5 | 3 |
| 2 | Tour blanche sur case noire h8 · Roi noir sur case noire e7 · Tour noire sur case noire g7 · Roi blanc sur case blanche d5 · Pion blanc sur case noire e5 | Tour blanche sur case noire h8 · Roi noir sur case noire e7 · Tour noire sur case noire g7 · Roi blanc sur case blanche d5 · Pion blanc sur case noire e5 | Tour blanche sur case noire h8 · Roi noir sur case noire e7 · Tour noire sur case noire g7 · Roi blanc sur case blanche d5 · Pion blanc sur case noire e5 | Tour blanche sur case noire h8 · Roi noir sur case noire e7 · Tour noire sur case noire g7 · Roi blanc sur case blanche d5 · Pion blanc sur case noire e5 | Tour blanche sur case noire h8 · Roi noir sur case noire e7 · Tour noire sur case noire g7 · Roi blanc sur case blanche d5 · Pion blanc sur case noire e5 | Tour blanche sur case noire h8 · Roi noir sur case noire e7 · Tour noire sur case noire g7 · Roi blanc sur case blanche d5 · Pion blanc sur case noire e5 | Tour blanche sur case noire h8 · Roi noir sur case noire e7 · Tour noire sur case noire g7 · Roi blanc sur case blanche d5 · Pion blanc sur case noire e5 | Tour blanche sur case noire h8 · Roi noir sur case noire e7 · Tour noire sur case noire g7 · Roi blanc sur case blanche d5 · Pion blanc sur case noire e5 | 2 |
| 1 | Tour blanche sur case noire h8 · Roi noir sur case noire e7 · Tour noire sur case noire g7 · Roi blanc sur case blanche d5 · Pion blanc sur case noire e5 | Tour blanche sur case noire h8 · Roi noir sur case noire e7 · Tour noire sur case noire g7 · Roi blanc sur case blanche d5 · Pion blanc sur case noire e5 | Tour blanche sur case noire h8 · Roi noir sur case noire e7 · Tour noire sur case noire g7 · Roi blanc sur case blanche d5 · Pion blanc sur case noire e5 | Tour blanche sur case noire h8 · Roi noir sur case noire e7 · Tour noire sur case noire g7 · Roi blanc sur case blanche d5 · Pion blanc sur case noire e5 | Tour blanche sur case noire h8 · Roi noir sur case noire e7 · Tour noire sur case noire g7 · Roi blanc sur case blanche d5 · Pion blanc sur case noire e5 | Tour blanche sur case noire h8 · Roi noir sur case noire e7 · Tour noire sur case noire g7 · Roi blanc sur case blanche d5 · Pion blanc sur case noire e5 | Tour blanche sur case noire h8 · Roi noir sur case noire e7 · Tour noire sur case noire g7 · Roi blanc sur case blanche d5 · Pion blanc sur case noire e5 | Tour blanche sur case noire h8 · Roi noir sur case noire e7 · Tour noire sur case noire g7 · Roi blanc sur case blanche d5 · Pion blanc sur case noire e5 | 1 |
|   | a | b | c | d | e | f | g | h |   |

Le diagramme ci-contre présente la fin d'une finale tour et pion contre tour. Les noirs peuvent entrer dans la position de Philidor en jouant 1... Tg6!.
Contrairement à ce qu'affirmait Philidor, si les noirs placent leur tour sur la première rangée par 1... Tg1?!, les blancs ne peuvent forcer le gain: après 1... Tg1 2. Th7+ Re8 3. Rd6, le roi blanc a pénétré sur la 6e rangée. 
3... Tg6+?? mène à la défaite par 4. e6 (menace de mat du couloir) Tg8 (4...Rf8 retarde le mat selon les tables de finales de Nalimov) 5. Ta7 Rf8 6. Ta8+ Rg7 puis échange des tours et les noirs ne peuvent empêcher la promotion du pion
3... Td1+?? 4. Re6 le pion protège le roi blanc des échecs de la tour noir et la menace de mat du couloir oblige le roi noir à s'éloigner de la case de promotion de son pion. Les blancs peuvent donc entrer dans la position de Lucena et promouvoir le pion.
3... Te1 est le seul coup jouable, 4. Th8+ Rf7 5. Th7+ (la tour noire en e1 empêche 5. e6+) 5... Re8 6. Re6 (menace de mat du couloir) 6... Rf8 7. Th8+ Rg7 8. Ta8 Te2 (coup d'attente) 9. Rd6 Rf7 (9... Td2?? 10. Re7 et le pion blanc peut avancer et être promu) 10. Ta7+ Re8 11. Re6 Rf8 12. Ta8+ Rg7 13. Te8 (dernière tentative pour faire progresser le roi et le pion) 13... Ta2 (menace de faire des échecs latéraux sur le roi blanc) 14. Td8 pour parer les échecs, 14... Te2, les blancs sont revenus au même point qu'après 12...Rg7. Comme dans la position de Lucena, le roi noir est éloigné de la case de promotion du pion blanc, mais ce dernier ne peut progresser vers la septième rangée.
Cependant, comme le fait remarquer Jeremy Silman (qui donne les variantes présentées ci-dessus) : « Même si nous avons établi que les noirs peuvent faire nulle sans jouer 1...Tg6 !, ils ont alors drôlement besoin de savoir ce qu'ils font pour y arriver. Pourquoi se compliquer la vie? Tout demeure si simple après 1...Tg6 ! »

## La finale tour et fou contre tour
|   | a | b | c | d | e | f | g | h |   |
| 8 | Roi noir sur case blanche e8 · Tour noire sur case blanche d7 · Roi blanc sur case blanche e6 · Fou blanc sur case noire e5 · Tour blanche sur case noire c1 | Roi noir sur case blanche e8 · Tour noire sur case blanche d7 · Roi blanc sur case blanche e6 · Fou blanc sur case noire e5 · Tour blanche sur case noire c1 | Roi noir sur case blanche e8 · Tour noire sur case blanche d7 · Roi blanc sur case blanche e6 · Fou blanc sur case noire e5 · Tour blanche sur case noire c1 | Roi noir sur case blanche e8 · Tour noire sur case blanche d7 · Roi blanc sur case blanche e6 · Fou blanc sur case noire e5 · Tour blanche sur case noire c1 | Roi noir sur case blanche e8 · Tour noire sur case blanche d7 · Roi blanc sur case blanche e6 · Fou blanc sur case noire e5 · Tour blanche sur case noire c1 | Roi noir sur case blanche e8 · Tour noire sur case blanche d7 · Roi blanc sur case blanche e6 · Fou blanc sur case noire e5 · Tour blanche sur case noire c1 | Roi noir sur case blanche e8 · Tour noire sur case blanche d7 · Roi blanc sur case blanche e6 · Fou blanc sur case noire e5 · Tour blanche sur case noire c1 | Roi noir sur case blanche e8 · Tour noire sur case blanche d7 · Roi blanc sur case blanche e6 · Fou blanc sur case noire e5 · Tour blanche sur case noire c1 | 8 |
| 7 | Roi noir sur case blanche e8 · Tour noire sur case blanche d7 · Roi blanc sur case blanche e6 · Fou blanc sur case noire e5 · Tour blanche sur case noire c1 | Roi noir sur case blanche e8 · Tour noire sur case blanche d7 · Roi blanc sur case blanche e6 · Fou blanc sur case noire e5 · Tour blanche sur case noire c1 | Roi noir sur case blanche e8 · Tour noire sur case blanche d7 · Roi blanc sur case blanche e6 · Fou blanc sur case noire e5 · Tour blanche sur case noire c1 | Roi noir sur case blanche e8 · Tour noire sur case blanche d7 · Roi blanc sur case blanche e6 · Fou blanc sur case noire e5 · Tour blanche sur case noire c1 | Roi noir sur case blanche e8 · Tour noire sur case blanche d7 · Roi blanc sur case blanche e6 · Fou blanc sur case noire e5 · Tour blanche sur case noire c1 | Roi noir sur case blanche e8 · Tour noire sur case blanche d7 · Roi blanc sur case blanche e6 · Fou blanc sur case noire e5 · Tour blanche sur case noire c1 | Roi noir sur case blanche e8 · Tour noire sur case blanche d7 · Roi blanc sur case blanche e6 · Fou blanc sur case noire e5 · Tour blanche sur case noire c1 | Roi noir sur case blanche e8 · Tour noire sur case blanche d7 · Roi blanc sur case blanche e6 · Fou blanc sur case noire e5 · Tour blanche sur case noire c1 | 7 |
| 6 | Roi noir sur case blanche e8 · Tour noire sur case blanche d7 · Roi blanc sur case blanche e6 · Fou blanc sur case noire e5 · Tour blanche sur case noire c1 | Roi noir sur case blanche e8 · Tour noire sur case blanche d7 · Roi blanc sur case blanche e6 · Fou blanc sur case noire e5 · Tour blanche sur case noire c1 | Roi noir sur case blanche e8 · Tour noire sur case blanche d7 · Roi blanc sur case blanche e6 · Fou blanc sur case noire e5 · Tour blanche sur case noire c1 | Roi noir sur case blanche e8 · Tour noire sur case blanche d7 · Roi blanc sur case blanche e6 · Fou blanc sur case noire e5 · Tour blanche sur case noire c1 | Roi noir sur case blanche e8 · Tour noire sur case blanche d7 · Roi blanc sur case blanche e6 · Fou blanc sur case noire e5 · Tour blanche sur case noire c1 | Roi noir sur case blanche e8 · Tour noire sur case blanche d7 · Roi blanc sur case blanche e6 · Fou blanc sur case noire e5 · Tour blanche sur case noire c1 | Roi noir sur case blanche e8 · Tour noire sur case blanche d7 · Roi blanc sur case blanche e6 · Fou blanc sur case noire e5 · Tour blanche sur case noire c1 | Roi noir sur case blanche e8 · Tour noire sur case blanche d7 · Roi blanc sur case blanche e6 · Fou blanc sur case noire e5 · Tour blanche sur case noire c1 | 6 |
| 5 | Roi noir sur case blanche e8 · Tour noire sur case blanche d7 · Roi blanc sur case blanche e6 · Fou blanc sur case noire e5 · Tour blanche sur case noire c1 | Roi noir sur case blanche e8 · Tour noire sur case blanche d7 · Roi blanc sur case blanche e6 · Fou blanc sur case noire e5 · Tour blanche sur case noire c1 | Roi noir sur case blanche e8 · Tour noire sur case blanche d7 · Roi blanc sur case blanche e6 · Fou blanc sur case noire e5 · Tour blanche sur case noire c1 | Roi noir sur case blanche e8 · Tour noire sur case blanche d7 · Roi blanc sur case blanche e6 · Fou blanc sur case noire e5 · Tour blanche sur case noire c1 | Roi noir sur case blanche e8 · Tour noire sur case blanche d7 · Roi blanc sur case blanche e6 · Fou blanc sur case noire e5 · Tour blanche sur case noire c1 | Roi noir sur case blanche e8 · Tour noire sur case blanche d7 · Roi blanc sur case blanche e6 · Fou blanc sur case noire e5 · Tour blanche sur case noire c1 | Roi noir sur case blanche e8 · Tour noire sur case blanche d7 · Roi blanc sur case blanche e6 · Fou blanc sur case noire e5 · Tour blanche sur case noire c1 | Roi noir sur case blanche e8 · Tour noire sur case blanche d7 · Roi blanc sur case blanche e6 · Fou blanc sur case noire e5 · Tour blanche sur case noire c1 | 5 |
| 4 | Roi noir sur case blanche e8 · Tour noire sur case blanche d7 · Roi blanc sur case blanche e6 · Fou blanc sur case noire e5 · Tour blanche sur case noire c1 | Roi noir sur case blanche e8 · Tour noire sur case blanche d7 · Roi blanc sur case blanche e6 · Fou blanc sur case noire e5 · Tour blanche sur case noire c1 | Roi noir sur case blanche e8 · Tour noire sur case blanche d7 · Roi blanc sur case blanche e6 · Fou blanc sur case noire e5 · Tour blanche sur case noire c1 | Roi noir sur case blanche e8 · Tour noire sur case blanche d7 · Roi blanc sur case blanche e6 · Fou blanc sur case noire e5 · Tour blanche sur case noire c1 | Roi noir sur case blanche e8 · Tour noire sur case blanche d7 · Roi blanc sur case blanche e6 · Fou blanc sur case noire e5 · Tour blanche sur case noire c1 | Roi noir sur case blanche e8 · Tour noire sur case blanche d7 · Roi blanc sur case blanche e6 · Fou blanc sur case noire e5 · Tour blanche sur case noire c1 | Roi noir sur case blanche e8 · Tour noire sur case blanche d7 · Roi blanc sur case blanche e6 · Fou blanc sur case noire e5 · Tour blanche sur case noire c1 | Roi noir sur case blanche e8 · Tour noire sur case blanche d7 · Roi blanc sur case blanche e6 · Fou blanc sur case noire e5 · Tour blanche sur case noire c1 | 4 |
| 3 | Roi noir sur case blanche e8 · Tour noire sur case blanche d7 · Roi blanc sur case blanche e6 · Fou blanc sur case noire e5 · Tour blanche sur case noire c1 | Roi noir sur case blanche e8 · Tour noire sur case blanche d7 · Roi blanc sur case blanche e6 · Fou blanc sur case noire e5 · Tour blanche sur case noire c1 | Roi noir sur case blanche e8 · Tour noire sur case blanche d7 · Roi blanc sur case blanche e6 · Fou blanc sur case noire e5 · Tour blanche sur case noire c1 | Roi noir sur case blanche e8 · Tour noire sur case blanche d7 · Roi blanc sur case blanche e6 · Fou blanc sur case noire e5 · Tour blanche sur case noire c1 | Roi noir sur case blanche e8 · Tour noire sur case blanche d7 · Roi blanc sur case blanche e6 · Fou blanc sur case noire e5 · Tour blanche sur case noire c1 | Roi noir sur case blanche e8 · Tour noire sur case blanche d7 · Roi blanc sur case blanche e6 · Fou blanc sur case noire e5 · Tour blanche sur case noire c1 | Roi noir sur case blanche e8 · Tour noire sur case blanche d7 · Roi blanc sur case blanche e6 · Fou blanc sur case noire e5 · Tour blanche sur case noire c1 | Roi noir sur case blanche e8 · Tour noire sur case blanche d7 · Roi blanc sur case blanche e6 · Fou blanc sur case noire e5 · Tour blanche sur case noire c1 | 3 |
| 2 | Roi noir sur case blanche e8 · Tour noire sur case blanche d7 · Roi blanc sur case blanche e6 · Fou blanc sur case noire e5 · Tour blanche sur case noire c1 | Roi noir sur case blanche e8 · Tour noire sur case blanche d7 · Roi blanc sur case blanche e6 · Fou blanc sur case noire e5 · Tour blanche sur case noire c1 | Roi noir sur case blanche e8 · Tour noire sur case blanche d7 · Roi blanc sur case blanche e6 · Fou blanc sur case noire e5 · Tour blanche sur case noire c1 | Roi noir sur case blanche e8 · Tour noire sur case blanche d7 · Roi blanc sur case blanche e6 · Fou blanc sur case noire e5 · Tour blanche sur case noire c1 | Roi noir sur case blanche e8 · Tour noire sur case blanche d7 · Roi blanc sur case blanche e6 · Fou blanc sur case noire e5 · Tour blanche sur case noire c1 | Roi noir sur case blanche e8 · Tour noire sur case blanche d7 · Roi blanc sur case blanche e6 · Fou blanc sur case noire e5 · Tour blanche sur case noire c1 | Roi noir sur case blanche e8 · Tour noire sur case blanche d7 · Roi blanc sur case blanche e6 · Fou blanc sur case noire e5 · Tour blanche sur case noire c1 | Roi noir sur case blanche e8 · Tour noire sur case blanche d7 · Roi blanc sur case blanche e6 · Fou blanc sur case noire e5 · Tour blanche sur case noire c1 | 2 |
| 1 | Roi noir sur case blanche e8 · Tour noire sur case blanche d7 · Roi blanc sur case blanche e6 · Fou blanc sur case noire e5 · Tour blanche sur case noire c1 | Roi noir sur case blanche e8 · Tour noire sur case blanche d7 · Roi blanc sur case blanche e6 · Fou blanc sur case noire e5 · Tour blanche sur case noire c1 | Roi noir sur case blanche e8 · Tour noire sur case blanche d7 · Roi blanc sur case blanche e6 · Fou blanc sur case noire e5 · Tour blanche sur case noire c1 | Roi noir sur case blanche e8 · Tour noire sur case blanche d7 · Roi blanc sur case blanche e6 · Fou blanc sur case noire e5 · Tour blanche sur case noire c1 | Roi noir sur case blanche e8 · Tour noire sur case blanche d7 · Roi blanc sur case blanche e6 · Fou blanc sur case noire e5 · Tour blanche sur case noire c1 | Roi noir sur case blanche e8 · Tour noire sur case blanche d7 · Roi blanc sur case blanche e6 · Fou blanc sur case noire e5 · Tour blanche sur case noire c1 | Roi noir sur case blanche e8 · Tour noire sur case blanche d7 · Roi blanc sur case blanche e6 · Fou blanc sur case noire e5 · Tour blanche sur case noire c1 | Roi noir sur case blanche e8 · Tour noire sur case blanche d7 · Roi blanc sur case blanche e6 · Fou blanc sur case noire e5 · Tour blanche sur case noire c1 | 1 |
|   | a | b | c | d | e | f | g | h |   |

Une autre position étudiée par Philidor, une finale tour et fou contre tour, est parfois appelée position de Philidor.
1.Fd6 ne gagne pas : si 1...Te7+! alors c'est nulle, car 2.Fxe7 pat.
Le seul coup gagnant dans la position de départ est 1.Tc8+ Td8 2. Tc7 (menaçant Th7) 2... Td2 (la meilleure résistance) 3. Tb7 (pour attirer la tour noire sur la première rangée) 3... Td1 4. Tg7 Tf1 5. Fg3 Tf3 6. Fd6 Te3+ 7. Fe5 Tf3 8. Te7+ Rf8 9. Tc7 Rg8 10. Tg7+ Rf8 11. Tg4 Te8 12. Ff4 Rf8 13. Fd6+ Re8 14. Tg8+ Tf8 15. Txf8#.

## Divers
- La Position de Philidor est le titre d'un roman policier de René-Victor Pilhes.